# Eustathios von Epiphaneia
Eustathios von Epiphaneia war ein spätantiker Historiker des frühen 6. Jahrhunderts n. Chr.

## Leben und Werk
Über Eustathios (griechisch Εὐστάθιος) selbst ist nur wenig bekannt. Er stammte aus Epiphaneia in Syrien, war anscheinend Christ und der Autor einer griechischsprachigen Weltchronik (oder besser: Weltgeschichte) in zwei Teilen, die jedoch bis auf sehr wenige Fragmente verloren gegangen ist. Eustathios mag noch um 518 gelebt haben, sein genaues Todesdatum ist aber unbekannt. Aufgrund der Angaben späterer Autoren ist davon auszugehen, dass er eine gute Bildung besessen hat.
Bei der Weltchronik des Eustathios handelte es sich nicht um eine reine Chronik, die nur annalistisch dürre historische Informationen bot, sondern vielmehr um ein ausführlicheres Geschichtswerk. Dem Titel nach stellte es einen „Abriss der Weltgeschichte“ dar (χρονικὴ ἐπιτομή) und scheint in zwei Teile eingeteilt gewesen zu sein. Der erste Teil des Werks reichte (vielleicht von „Beginn der Schöpfung“ an) bis zum Fall Trojas; der zweite, umfassendere Teil schilderte die Zeit des mythischen Helden Aeneas bis in die Regierungszeit des oströmischen Kaisers Anastasios I. Das Werk endete 502/03 mit der Eroberung der römischen Festung Amida durch die Perser; eventuell verfasste Eustathios eine Spezialschrift zum Fall dieser Festung, doch ist dies umstritten. Eustathios hatte vermutlich beabsichtigt, die Schilderung fortzuführen, doch verstarb er zuvor. Dem mittelbyzantinischen Lexikon Suda zufolge (E 3746) umfasste die Weltgeschichte des Eustathios neun Bücher. Die Quelle dafür war wohl das Literaturlexikon des Hesychios von Milet, doch bezieht sich diese Aussage offenbar nur auf den zweiten Teil des Werks, der mit Aeneas begann. Die Weltgeschichte des Eustathios dürfte daher relativ umfangreich gewesen sein, darauf lassen auch die Bemerkungen des im 6. Jahrhundert schreibenden Kirchenhistorikers Euagrios Scholastikos bezüglich der verwendeten Quellen schließen.
Eustathios scheint eine ganze Reihe von Quellen in seinem Werk verarbeitet zu haben, unter anderem Priskos und Zosimos. Er hat anscheinend außerdem einen Auszug aus den Jüdischen Altertümern und dem Jüdischen Krieg des Josephos angefertigt. Warren Treadgold nimmt zudem an, dass Eustathios auch Helikonios von Byzanz als Quelle benutzt hat. Wenn die verbreitete und plausible Annahme zutreffend ist, dass die Werkliste klassischer Profanhistoriker bei Euagrios (V 24) aus dem Werk des Eustathios übernommen worden ist, hat Eustathios unter anderem Ephoros, Polybios, Diodor, Appian, Arrian, Cassius Dio, Herodian, Nikostratos von Trapezunt, Eusebios und Asinius Quadratus sowie verschiedene Kirchenhistoriker herangezogen. Ob er die Werke direkt konsultiert hat, Zwischenquellen benutzte oder die Autoren nur in seinem Werk erwähnte, muss jedoch offenbleiben. 
Offenbar hatte Eustathios Interesse für chronologische Fragen und stand in der Tradition der spätantiken klassizistischen Geschichtsschreiber. Das Werk war den Aussagen des Euagrios zufolge stilistisch ansprechend und scheint außerdem recht zuverlässig gewesen zu sein. Es wurde unter anderem von Prokopios von Caesarea (dies wird jedenfalls in der Forschung oft angenommen), Johannes Malalas und Euagrios benutzt, wahrscheinlich zog es auch Theophanes heran. Erhalten sind jedoch nur noch Fragmente in der Suda, bei Euagrios und Johannes Malalas. 
Warren Treadgold ist der Ansicht, dass Johannes Malalas und Johannes von Antiochia weitgehend von Eustathios abhängig seien, wobei diese Annahme aber sehr problematisch ist. Für Treadgold jedenfalls stellt das verlorene Werk des Eustathios, das er als gelehrt und anspruchsvoll charakterisiert, eines der wichtigsten frühbyzantinischen Geschichtswerke überhaupt dar. Doch auch ohne manch spekulative Überlegung Treadgolds steht fest, dass der Einfluss des Eustathios auf mehrere spätere byzantinische Geschichtsschreiber recht bedeutend war.